# Santa Marina de Otero de Rey
Otero de Rey (llamada oficialmente Santa María de Santa Mariña) es una parroquia y una aldea española del municipio de Otero de Rey, en la provincia de Lugo, Galicia.

## Otras denominaciones
La parroquia también es conocida por los nombres de Santa Marina de Otero de Rey, Santa Mariña y Santa Mariña de Outeiro de Rei.

## Organización territorial
La parroquia está formada por cinco entidades de población:
- Felpás
- Guimarei
- Pedragoso (O Pedragoso)
- Santa Marina[8] (Santa Mariña)
- Sinoga

## Demografía

### Parroquia
| Gráfica de evolución demográfica de Otero de Rey (parroquia) entre 2000 y 2020 |
|                                                                                |
| Datos según el nomenclátor publicado por el INE.                               |

### Aldea
| Gráfica de evolución demográfica de Santa Mariña (aldea) entre 2000 y 2020 |
|                                                                            |
| Datos según el nomenclátor publicado por el INE.                           |